# Grusvej
 Der er for få eller ingen kildehenvisninger i denne artikel, hvilket er et problem. Du kan hjælpe ved at angive troværdige kilder til de påstande, som fremføres i artiklen.

En grusvej er en vej, hvis belægning består af grus og mindre sten, eventuelt i form af knuste byggematerialer.
Mange grusveje er opstået ved, at man simpelt hen har fyldt grus i hullerne i de hjulspor, der var over markerne (jordveje). Andre er direkte nyanlagt som grusveje, eksempelvis i sommerhusområder, arbejdsveje i skove og tilsvarende.
På private grusveje og indkørsler er det ikke ualmindeligt at se mere eller mindre neddelte stykker tegl eller beton, der har været tilovers efter ombygninger og siden er recirkuleret som vejmateriale, når der skulle lappes huller. På offentlige veje lappes der normalt med stabilgrus, genbrugsstabil eller skærver. Visse steder har private forsøgsvis lagt slagger fra forbrændingsanlæg på vejene.
De mange huller er en af ulemperne ved en grusvej frem for en asfalteret vej, idet hullerne hurtigere vokser sig større. Især når der er regnvand i hullerne, går det hurtigt, idet de finere korn skylles væk sammen med vandet, når en bil kører igennem. Herved kommer der en lille vold rundt om hullet i den afstand, hvor vandet oftest når ud, og hullet virker derved endnu dybere. Dette er en selvforstærkende effekt.
En anden ulempe er støvet, når vejen er tør. Især ved veje med slaggelag er det et problem, men alle grusveje støver, når der køres på den tørre vej.
Endnu en ulempe er risikoen for at fjerne vejmateriale ved snerydning, da der ikke er nævneværdig modstand i løst materiale i forhold til sneen.
Til sidst er der problemet på mange enkeltsporede grusveje med midterrabatten mellem de to hjulspor. Hvis denne ikke holdes nede, kan det give skader på lavbundede køretøjer, der forsøger at benytte vejen. Samtidigt forringer det vandets mulighed for at løbe væk fra vejen, og gør det svært at rydde al sneen væk med maskiner.
Fordelen ved grusveje er naturligvis at de er simple og billige at anlægge og vedligeholde, så på strækninger med ringe trafik og lave hastigheder kan de stadig være at foretrække. Også på steder hvor f.eks. jordbundsforhold kan være hård ved asfalt kan grus være at foretrække.